# Camille Cousin
Camille Cousin est une actrice et romancière française née le 5 mai 1977.

## Biographie
Elle écrit son premier livre, intitulé La Brûlure, le corps des femmes (Paris, Fayard, 2005). Elle y raconte sa propre expérience, à l'âge de 19 ans : celle du Crazy Horse Saloon, où elle est danseuse soliste durant trois années avec le surnom de « Sleepy nightmare ».
Elle est plus connue du grand public pour avoir joué dans Bricol' Girls d'Alain Chabat en 1999. Elle a également joué dans Le Plafond (2001), court métrage de Mathieu Demy.
Le 2 septembre 2000, elle a présenté un numéro spécial de l'émission Le Journal du hard sur Canal+.

## La Brûlure, le corps des femmes
Son livre La Brûlure, le corps des femmes traite de la prostitution, et plus exactement de ce que l'auteure appelle « le stigmate de la putain », à travers sa propre expérience de danseuse de cabaret, mais aussi de témoignages de prostituées et d'interviews de spécialistes.

## Filmographie
Sauf indication contraire, les informations mentionnées dans cette section peuvent être confirmées par la base de données cinématographiques IMDb,  présente dans la section « Liens externes ».
- 1999: Bricol' Girls (vidéo) d'Alain Chabat
- 2001 : Le Plafond (court métrage) de Mathieu Demy